# Zingiber collinsii
Zingiber collinsii är en enhjärtbladig växtart som beskrevs av John Donald Mood och Ida Theilade. Zingiber collinsii ingår i släktet Zingiber och familjen Zingiberaceae. Inga underarter finns listade i Catalogue of Life.